# Gottfried Rehm
Gottfried Rehm (* 17. Oktober 1926 in Poppenhausen, Kreis Fulda; † 8. August 2020 in Fulda) war ein deutscher Pädagoge und Autor von Fach- und Sachbüchern über Orgel-, Musik- und Heimatgeschichte. Unter dem Pseudonym Gustav Damann veröffentlichte er Gedichte, Kurzgeschichten und Romane.

## Leben
Nach dem Abitur am Domgymnasium Fulda studierte Gottfried Rehm am Pädagogischen Institut in Jugenheim bei Darmstadt und an der Missouri State University in Kirksville (USA). Nach Abschluss des Studiums arbeitete er von 1950 bis 1966 in Fulda und Gersfeld als Lehrer. Anschließend war er bis 1973 zunächst als Dozent und danach bis zu seiner Pensionierung als Professor an der Fachhochschule Fulda im Fachbereich Pädagogik (Musik) beschäftigt. Daneben war Rehm von 1976 bis zum Juli 1980 als Oberstudienrat an der Rabanus-Maurus-Schule Fulda tätig, danach (ab 1. August 1980) wurde er an die Winfriedschule Fulda versetzt, wo er jeweils als Musikpädagoge wirkte. Ab 1977 war er wissenschaftliches Mitglied der Historischen Kommission für Hessen. Ende 2011 wurde Rehm von der Internationalen Valentin-Rathgeber-Gesellschaft, deren Ehrenmitglied er auch war, für seinen langjährigen Einsatz ausgezeichnet.
Rehm war verheiratet und hatte drei Kinder.

## Tätigkeit als Autor
Gottfried Rehm verfasste zahlreiche Schriften und Bücher über seine Kindheit und Jugend in der Rhön und zu Rhöner Sagen sowie zur Musikgeschichte Fuldas und der Rhön, insbesondere zu Orgeln. Sabrina Mehler nennt ihn in der Fuldaer Zeitung einen launigen und kurzweiligen Autor, der seine Leser auch in den Buchenblättern, der heimatgeschichtlichen Beilage der Zeitung, von seinem umfangreichen Wissen über die Region profitieren ließ.
Die Goethe-Gesellschaft Frankfurt am Main wählte 2001 Rehms Gedicht „Hoffnung“ für ein Editions-Projekt aus.

## Ehrungen
- Förderpreis der Stadt Fulda für Heimat und Fremde
- 2013 erhielt Rehm vom Rhönklub den „Kulturpreis Rhön“.[1]

## Werke
- Die Orgeln der Stadt Fulda, der Kreise Fulda, Hünfeld und Schlüchtern. 4 Bände. Pape-Verlag, Wolfenbüttel/Berlin 1966/1970/1975/1978.
- Hrabanus Maurus als Hymnendichter in: Hrabanus Maurus und seine Schule, S. 175 ff., Festschrift der Rabanus-Maurus-Schule, Hrsg. Winfried Böhne, Rindt, Fulda 1980
- Hexentanz auf den Danzwiesen: Sagen aus der hessischen, thüringischen und bayerischen Rhön in Neufassungen. Rhön-Verlag, Hünfeld 1996.
- Leben in der Rhön: Beiträge zur Geschichte und Volkskunde unserer Heimat. Rhön-Verlag, Hünfeld 1996.
- Schbass moss sei: Heiteres und Besinnliches aus Fulda und der Rhön. Rhön-Verlag, Hünfeld 1997.
- Musikantenleben: Beiträge zur Musikgeschichte Fuldas und der Rhön im 18. und 19. Jahrhundert (= Veröffentlichung des Fuldaer Geschichtsvereins. Bd. 61). Parzeller, Fulda 1997.
- Heimat und Fremde: Geschichten, Gedichte, Romane. Rhön-Verlag, Hünfeld 1998.
- Menschen in der Rhön: Beiträge zur Geschichte und Volkskunde unserer Heimat. Rhön-Verlag, Hünfeld 1999.
- Land und Leute im Ulstertal: Beiträge zur Geschichte und Volkskunde des ehemaligen bayerischen Landgerichtsbezirks Hilders. Rhön-Verlag, Hünfeld 2000.
- (Hrsg.) Rhöner Land in Gottes Hand: religiöse Texte aus Fulda und der Rhön. Rhön-Verlag, Hünfeld 2000.
- Lebenszeichen: Geschichten, Gedichte, Skizzen. Rhön-Verlag, Hünfeld 2001.
- Die Rhön in „alten Zeiten“. Videel, Niebüll 2002.